# Mona Jas
Mona Jas (* 1963 in Rheden, Niederlande) ist Künstlerin und Honorarprofessorin für Theorie und Geschichte an der Kunsthochschule Berlin-Weißensee.

## Biografie
Mona Jas studierte Malerei an der Universität der Künste Berlin (UdK) und war dort Meisterschülerin bei Katharina Sieverding. 2008 erhielt sie das erste Stipendium für Kunstvermittlung der Neuen Gesellschaft für Bildende Kunst e. V. (nGbK). Bis 2010 realisierte sie darüber innovative Kunstvermittlungsprojekte mit verschiedenen Bildungseinrichtungen. Mona Jas war an der Berliner Denkwerkstatt Kulturelle Bildung des Berliner Senats beteiligt und wirkte bei der Weiterentwicklung des Berliner Rahmenkonzepts Kulturelle Bildung mit.
2012 wurde sie Lehrbeauftragte an der weißensee kunsthochschule berlin, seit 2015 ist sie dort Honorarprofessorin. Als freischaffende Künstlerin findet sie ihren Ausdruck in Zeichnungen, Installationen, Malerei, Film und Fotografie.
Im Rahmen des Modellprogramms „Kulturagenten für kreative Schulen“ baute sie 2012/13 eine Kooperation zwischen Schulen des Kulturagentennetzwerkes mit der weißensee kunsthochschule berlin auf, um künstlerische Entwicklungsvorhaben zu fördern. Die Ergebnisse präsentiert sie unter anderem seit 2014 in dem von ihr konzipierten action research Projekt – Lab for Art Education – am KW Institute for Contemporary Art in Berlin. Zudem initiierte Mona Jas im Rahmen von Berlin Mondiale, einem Netzwerk von Kultureinrichtungen und Unterkünften für geflüchtete Menschen in Berlin, weitere Projekte wie Glances (2015) und Voices (2016), an denen neben dem KW Institute for Contemporary Art und der weißensee kunsthochschule berlin auch die ASB-Notunterkunft Alt-Moabit beteiligt sind.
Sie ist Programmleiterin (bis 2017) der Deutschen Kinder- und Jugendstiftung (DKJS) zur Qualifizierung von Kunst- und Kulturschaffenden und Mitglied der Faculty aneducation/eine Erfahrung der Documenta 14.

## Gruppen- und Einzelausstellungen (Auswahl)
- 2017 The Brandenburg-Atlas, Brandenburgischer Kunstverein, Potsdam
- 2016 Europe, Underground Station Bundestag, Berlin.
- 2013 Artists in Love, Kunsthalle weißensee kunsthochschule berlin and Süddeutscher Kunstverein
- 2012/13 Even Paradise casts shadows, ES contemporary art gallery, Meran
- 2012 Gleisdreieck, Art in Public Space, Berlin
- 2010 Vis à Vis, Galerie ў Minsk, Belarussia
- 2009 Utopics, 11. Biennial Suisse Sculptor at Biel/Bienne
- 2007 The Plejads #1, Axel Lapp Projects, Berlin
- 2003 10e Biennale de l’image en mouvement, Centre pour l’image contemporaine, Genève
- 1999 Renkler, Sesler, Yüzler, BM Contemporary Art Center, Istanbul

## Veröffentlichungen (Auswahl)
- 2016 Stimmen, in: U-Bahnhof Bundestag Berlin 2016 – Europa. Katalog zur gleichnamigen Ausstellung. Francine Eggs, Andreas Bitschin, Marvin Altner (Hg.)[1]
- 2015 Künstlerische Strategien in meiner Arbeit als Kulturagentin, in: Forum K & B (Hg.): Publikation des Modellprogramms „Kulturagenten für kreative Schulen 2011-2015“
- 2014 I <3 Kunst, weißensee kunsthochschule berlin (Hg.), Berlin[2]
- 2012 Una Misión Posible, in: Mediación Artística, Humboldt 156, Goethe-Institut
- 2011 Die Plejaden #1 in: Vis-à-Vis. Aktuelle Dialoge, Katalog zur gleichnamigen Ausstellung, Goethe-Institut Minsk, Galerie ý, Minsk, Weißrussland
- 2010 Mischen: Possible, Mona Jas, Kunstvermittlung NGBK 2008–2010, NGBK (Hg.), Berlin[3]
- 2009 Les Mèches en Ligne in: Utopics, 11. Schweizerische Plastikausstellung, Katalog, JRP I, Ringier, Kunstverlag AG, Zürich
- 2009 Mona Jas in: Berlin-Istanbul, Sourcebook zur Ausstellung der Istanbulstipendiat_innen, Kulturprojekte Berlin GmbH (Hg.), BM Suma Contemporary Art Center und Kunstraum Kreuzberg/Bethanien, Berlin
- 2004 Mona Jas, Katalog. Hg. Goldrausch Künstler_innen Projekt[4]
- 1994 Experimente, Katalog Mona Jas, Kunstverein Groß-Gerau, Frankfurt (Hg.)[5]